# Stephanus van Cortlandt
Stephanus van Cortlandt (Nieuw-Amsterdam, 7 mei 1643 - New York, 25 november 1700) was een handelaar, politicus, en grootgrondbezitter in de staat New York. Hij was van 1677 tot 1678 en van 1686 tot 1688 burgemeester van New York, en de eerste burgemeester die in de staat was geboren.

## Biografie
Stephanus van Cortlandt werd op 7 mei 1643 geboren in Nieuw-Amsterdam (tegenwoordig: New York). Zijn vader was Oloff Stevense van Cortlandt, een Nederlandse handelaar die voor de West-Indische Compagnie werkte. In 1664 werd Nieuw-Nederland veroverd door het Verenigd Koninkrijk, maar van Cortlandt had goede contacten met de nieuwe heersers en breidde zijn handel uit.
In 1674 werd van Cortlandt benoemd als wethouder van de stad New York, en werd in 1677 aangesteld als eerste burgemeester die in de staat was geboren. Hij diende tot 1678. Hij begon in 1677 grond te kopen bij het huidige Croton-on-Hudson. In 1685 kocht hij samen met de voormalige burgemeester Francis Rombouts en Jacobus Kip een gebied van 344 km² dat tegenwoordig het zuiden van Dutchess County vormt. Van 1686 tot 1688 diende hij opnieuw als burgemeester van New York.

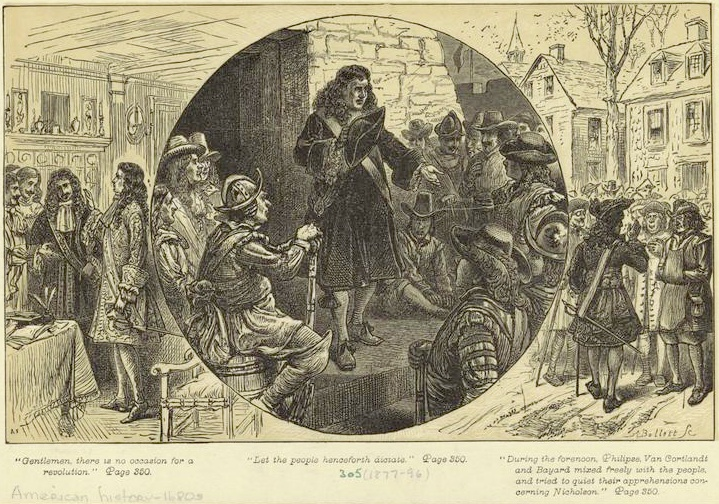
De notabelen van New York waaronder van Cortlandt proberen de burgers gerust te stellen tijdens de staatsgreep van Leisler

In 1689, na de val de koning Jacobus II, pleegde Jacob Leisler een staatsgreep die bekend is geworden als de Leisler's Rebellion. Leisler veroverde de staat New York, en van Cortlandt moest vluchten als voormalig aanhanger van Jacobus II. Leisler bleef aan de macht tot 1691, maar gaf zichzelf over en werd opgehangen.
In 1697 kreeg Cortlandt het patent voor de Manor of Cortlandt van koning-stadhouder Willem III. Op 25 november 1700 overleed van Cortlandt in New York.
De town (gemeente) Cortlandt werd naar de familie Cortlandt vernoemd en omvat een deel van de Manor of Cortland, maar de oorspronkelijke manor was aanzienlijk groter en strekte zich uit tot de staat Connecticut.
- International Standard Name Identifier: 0000 0000 5423 1753
- Library of Congress Control Number: nr90007963
- SNAC: w6h99nzd
- Virtual International Authority File: 19527985
- WorldCat: E39PBJyCDfCfTghTfDQTQqV6Kd